# Bethlen István (politikus, 1946–2018)
Bethlen István (Kolozsvár, 1946. június 19. – 2018. szeptember 4.) közgazdász, politikus, országgyűlési képviselő 1990 és 1994 között.

## Élete
1946. június 19-én született Kolozsvárott Bethlen László (1900–1967) és Teleki Margit (1904–1990) gyermekeként. 1963-ban Nyugat-Németországba emigrált. Egyetemi tanulmányait Innsbruckban, Münchenben és Bécsben végezte. Közgazdasági és filozófia diplomákat szerzett. Számos gazdasági publikációja jelent meg német és angol nyelven. 1990-ben költözött Magyarországra, és az MDF jelöltjeként országgyűlési képviselő lett. Antall József miniszterelnök egyik pénzügyi tanácsadója volt. 1994 és 2012 között a Nemzetközi Páneurópa Unió magyar egyesületének az elnöke volt.